# カンページネ
カンページネ（伊: Campegine）は、イタリア共和国エミリア＝ロマーニャ州レッジョ・エミリア県にある、人口約5,300人の基礎自治体（コムーネ）。

## 地理

### 位置・広がり

#### 隣接コムーネ
隣接するコムーネは以下の通り。
- カデルボスコ・ディ・ソプラ
- カステルノーヴォ・ディ・ソット
- ガッターティコ
- レッジョ・エミリア
- サンティラーリオ・デンツァ

### 気候分類・地震分類
カンページネにおけるイタリアの気候分類 (it) および度日は、zona E, 2458 GGである。
また、イタリアの地震リスク階級 (it) では、zona 3 (sismicità bassa) に分類される。

## 行政

### 分離集落
カンページネには、以下の分離集落（フラツィオーネ）がある。
- Caprara, Case Cocconi, Lora